# Джой (фильм, 2024)
«Джой» (англ. Joy) — британская драма режиссёра Бена Тейлора с Биллом Найи, Томасин Маккензи и Джеймсом Нортоном в главных ролях. Сюжет фильма посвещён реальной истории о первом в мире ребёнке, рождённом путём экстракорпорального оплодотворения. Сценарий написан Джеком Торном, который разработал историю вместе со своей женой Рэйчел Мейсон, а также Эммой Гордон и Шоном Топпом. Фильм снят компаниями Wildgaze и Pathé для Netflix.

## Сюжет
В 1960—1970-х годах медсестра (Маккензи), дальновидный учёный (Нортон) и хирург-новатор (Найи) работают над созданием первого «ребёнка из пробирки».

## В ролях
- Билл Найи — Патрик Стептоу
- Томасин Маккензи — Джин Перди
- Джеймс Нортон — Роберт Эдвардс

## Производство
Фильм совместного производства компаний Wildgaze и Pathé. Супруги Рэйчел Мэйсон и Джек Торн разработали сюжет, а Торн написал сценарий. Режиссёром выступил Бен Тейлор.
Съёмки начались в Великобритании в сентябре 2023 года.
Премьера фильма состоится на Лондонском кинофестивале BFI 15 октября 2024 года. Ограниченный кинопрокат в Великобритании и Ирландии запланирован на 15 ноября 2024 года, а стриминговый релиз на Netflix по всему миру — на 22 ноября 2024 года.